# Pachypoessa lacertosa
Pachypoessa lacertosa är en spindelart som beskrevs av Simon 1902. Pachypoessa lacertosa ingår i släktet Pachypoessa och familjen hoppspindlar. Inga underarter finns listade i Catalogue of Life.